# Велдман, Вибо
Герард Вибо Велдман (англ. Gerard Wybo Veldman; род. 21 октября 1946, Паданг) — новозеландский гребец голландского происхождения, выступавший за сборную Новой Зеландии по академической гребле в конце 1960-х — начале 1970-х годов. Чемпион летних Олимпийских игр в Мюнхене, обладатель бронзовой медали чемпионата мира, чемпион Европы, победитель и призёр многих регат национального значения.

## Биография
Вибо Велдман родился 21 октября 1946 года в городе Паданг, Индонезия. Детство провёл в Нидерландах, на родине своих голландских родителей, а в 1956 году их семья переехала на постоянное жительство в Новую Зеландию.
Заниматься академической греблей начал в возрасте 16 лет, проходил подготовку в Факатане в местном одноимённом клубе Whakatane Rowing Club.
Впервые заявил о себе на взрослом международном уровне в сезоне 1968 года, когда вошёл в основной состав новозеландской национальной сборной и благодаря череде удачных выступлений удостоился права защищать честь страны на летних Олимпийских играх в Мехико. Был близок к попаданию в число призёров, в финале восьмёрок финишировал четвёртым.
В 1970 году побывал на чемпионате мира в Сент-Катаринсе, откуда привёз награду бронзового достоинства, выигранную в восьмёрках.
В 1971 году в восьмёрках одержал победу на чемпионате Европы в Копенгагене.
Находясь в числе лидеров гребной команды Новой Зеландии, благополучно прошёл отбор на Олимпийские игры 1972 года в Мюнхене. На сей раз в восьмёрках обошёл всех своих соперников в финале и тем самым завоевал золотую олимпийскую медаль.
После мюнхенской Олимпиады Велдман ещё в течение некоторого времени оставался в составе новозеландской национальной сборной и продолжал принимать участие в крупнейших международных регатах. Так, в 1973 году он выступил на европейском первенстве в Москве, где вместе с напарником Ноуэлом Миллсом стал серебряным призёром в распашных безрульных двойках.
Завершив спортивную карьеру, некоторое время работал в сфере инженерного снабжения. Позже стал фермером.
В 1990 году вместе с другими членами золотой новозеландской восьмёрки был введён в Зал славы спорта Новой Зеландии.